# Tripla giunzione
Una tripla giunzione è un punto in cui i margini di tre placche tettoniche si incontrano. In corrispondenza di una tripla giunzione, ognuno dei tre margini può essere di tre tipi: dorsale oceanica (in inglese ridge, R), fossa oceanica (in inglese trench, T) o faglia trasforme (in inglese transform fault, F) e, in virtù di questo fatto, ogni tripla giunzione può essere descritta in base alla tipologia dei confini di placca che in essa si congiungono (ad esempio Fault-Fault-Trench, Ridge-Ridge-Ridge, abbreviati in F-F-T, R-R-R). Delle diverse combinazioni possibili, solo poche di esse rimangono stabili nel tempo (stabile significa, in breve, che la configurazione geometrica della giunzione non cambia in tempi geologici).

## Storia e teoria
Il primo articolo scientifico a presentare nel dettaglio il concetto di giunzione tripla fu pubblicato nel 1969 da W. Jason Morgan, Dan McKenzie e Tanya Atwater. Fino ad allora l'espressione tripla giunzione era stata utilizzata solo per indicare l'intersezione di tre margini divergenti ossia tre dorsali oceaniche; dalla pubblicazione dell'articolo, invece, con essa ci si riferisce ad ogni punto in cui tre placche tettoniche vengono ad incontrarsi. Idealmente, i tre margini si incontrano in modo tale che l'angolo tra due margini sia sempre di 120°.
Secondo la teoria della tettonica delle placche, durante la rottura di un continente si formano tre margini divergenti che si diramano da un comune punto centrale (la tripla giunzione). Uno di questi margini di placca non continua nel suo processo di allargamento (vedi aulacogeno), in gergo si parla di rift abortito, mentre gli altri due continuano ad allargarsi fino a formare un oceano. L'allargamento della parte meridionale dell'Oceano Atlantico, ad esempio, iniziò a sud dei continenti sudamericano e africano, raggiungendo poi una tripla giunzione nei pressi dell'attuale golfo di Guinea e procedendo quindi verso ovest. Il rift abortito di quella tripla giunzione è il bacino del Benue, che si snoda verso nord est.

## Esempi

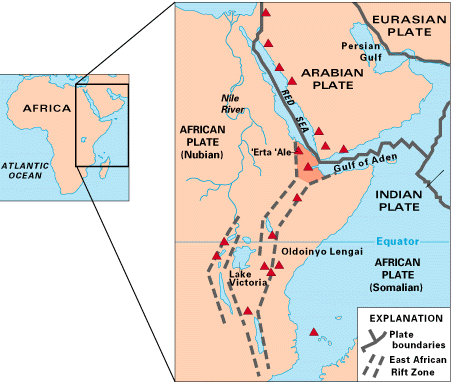
Mappa dell'Africa orientale con indicati i vulcani anticamente attivi nella zona (triangoli rossi) e il triangolo di Afar (la zona rosa scuro al centro della mappa), una tripla giunzione dove tre placche stanno allontanandosi l'una dall'altra: la placca araba e due parti della placca africana, la nubiana e la somala, che si stanno separando lungo la zona del rift dell'Africa orientale, una volta considerata parte della più grande fossa tettonica chiamata Rift Valley (USGS).

- Il punto di incontro tra il Mar Rosso, il golfo di Aden e il rift dell'Africa orientale è centrato nel triangolo di Afar (la tripla giunzione di Afar) che è l'unica tripla giunzione di carattere R-R-R al mondo ad essere sopra il livello del mare.
- La tripla giunzione di Rodrigues è una tripla giunzione di carattere R-R-R nella zona meridionale dell'Oceano Indiano dove si incontrano la placca africana, la placca indo-australiana e la placca antartica.[3]
- La tripla giunzione delle Galápagos è una tripla giunzione di carattere R-R-R dove si incontrano la placca di Nazca, la placca delle Cocos e la placca pacifica. La dorsale del Pacifico orientale si estende da nord a sud a partire da questo punto d'incontro, mentre la dorsale delle Galápagos si estende verso est. La struttura è resa qui ancora complessa dalla presenza della microplacca delle Galápagos, una piccola placca separata situata poco a sud est della tripla giunzione.
- Al largo della costa di capo Mendocino, sulla costa occidentale dell'America del nord, è presente una tripla giunzione instabile. La faglia di Sant'Andrea, una faglia trasforme (F) con movimento destro che divide la placca pacifica dalla placca nordamericana, a sud, la zona di subduzione della Cascadia, dove la crosta oceanica di una sezione della placca di Juan de Fuca chiamata placca Gorda subduce sotto la placca nordamericana, dando origine ad una fossa (T), a nord e infine la faglia di Mendocino, un'altra faglia trasforme (F) che corre lungo il confine tra la placca pacifica e la placca di Gorda, incontrandosi danno origine ad una giunzione di carattere F-F-T, una giunzione sismicamente attiva chiamata tripla giunzione di Mendocino.
- La placca dell'Amur, la placca di Ochotsk e la placca delle Filippine si incontrano in Giappone nei pressi del Fuji (vedi Geologia del Monte Fuji).
- La tripla giunzione delle Azzorre è il punto in cui si incontrano tre margini divergenti di placche tettoniche: la placca nordamericana, la placca euroasiatica e la placca africana e si tratta quindi di una giunzione di tipo R-R-R.
- La tripla giunzione di Bōsō, al largo delle coste del Giappone è una giunzione di tipo T-T-T in cui si incontrano la placca pacifica, la placca di Ochotsk e la placca delle Filippine.
- Il Mare del Nord è situato nel luogo di una tripla giunzione ormai estinta in cui si congiungevano tre antiche placche continentali del Paleozoico: la Avalonia, la Laurentia e la Baltica.[4]

## Interpretazione
Le proprietà delle giunzioni triple sono più facilmente comprensibili se osservate da un punto di vista cinematico, considerando le placche come corpi rigidi che si muovono sulla superficie della Terra e senza quindi che sia necessaria alcuna conoscenza degli strati più interni del pianeta o dei dettagli geologici della crosta. Un'altra utile semplificazione è quella di considerare la Terra una sfera perfetta. Su una sfera, infatti, i movimenti delle placche sono considerati come rotazioni relative attorno a poli di rotazione, detti anche poli di Eulero (vedi ricostruzione del movimento delle placche), e il movimento relativo di ogni punto lungo il margine di una placca può essere calcolato da questa rotazione. Essendo l'area attorno ad una tripla giunzione sufficientemente piccola (relativamente alla dimensione della sfera) e, di solito, lontana dai poli di rotazione, l'analisi delle triple giunzioni può essere sviluppata come se esse si stessero muovendo su una superficie piana con spostamenti definiti da vettori.